# Documento pontificio

Emblema de la Santa Sede

Los documentos pontificios son los escritos mediante los que el papa ejerce su función como "Vicario de Cristo y Pastor de la Iglesia universal en la tierra". La denominación de estos documentos y por tanto, los tipos de los documentos pontificios, se ha ido formando a lo largo de la historia. Por otra parte, sea cuál sea su denominación, son cauce de su ministerio petrino y expresan de algún modo los tria munera de Cristo.

## Denominación de los documentos pontificios por su forma
Históricamente, y atendiendo a la forma que reciben los documentos, se han distinguido:
- las bulas (en latín, bulla): documentos en pergamino, escritos en latín, sellados con un metal, habitualmente de plomo, en los casos más solemnes de oro.[3] El incipit se inicia con el nombre que se le asigna, que se corresponde con las primeras palabras del texto en latín, a continuación el término bulla y se enuncia su contenido, a continuación el nombre del papa, sin el ordinal, y las palabras "romanus episcopus servus servorum Dei" (obispo de Roma, siervo de los siervos de Dios), a continuación antes de iniciar propiamente el texto, se añaden distintas fórmulas, p. ej. "ad perpetuam memoriam" (para perpetua memoria), "omnibus fidelibus" (a todos los fieles). En ocasiones estas palabras finales de la introducción se relacionan con el contenido de la bula, por ejemplo la bula Misericordiae Vultus, con la que el papa Francisco, el 11 de abril de 2015, convoca el Jubileo extraordinario de la misericordia, completa así la introducción: "omnibus praesentes litteras inspecturis gratiam, misericordiam et pace[4] " (a todos los que lean esta carta, gracia, misericordia y paz") AAS, vol. 107 (2015), n. 5, pp.339-420.
- los breves (en latín breve): escritos en latín sobre papel, y refrendados por el anillo del pescador.[5] Se inician con una frase que indica su contenido, a continuación el nombre del pontífice y la expresión Ad futuram rei memoriam (para futuro recuerdo), tras el texto del breve, Datum Romae apud S. Petrum sub annulo Piscatoris, (dado en Roma junto a San Pedro, sellado con el anillo del Pescador) la fecha (el día y el año en números romanos), Pontificato Nostri anno, el que corresponda. No son firmados por el papa sino por el miembro de la Curia que lo ha preparado. Las copias impresas de los breves suelen incluir la final el símbolo L + S, indicando así que están selladas.
- cartas, en las que se distinguen
  - encíclicas (en latín, Encyclia): cartas circulares dirigidas a los patriarcas, arzobispos y obispos de la Iglesia Universal, pero a veces solo a los de país, en ocasiones se incluyen en el destinatario a todos los fieles de ese país, o de toda la Iglesia. Habitualmente están escritas en latín, pero en ocasiones en el idioma de los destinatarios.[6]
  - cartas apostólicas: (en latín, Litterae Apostolicae):cartas del Papa dirigidas a una persona o a una comunidad de la Iglesia, habitualmente escritas en latín, pero también en otro idioma; actualmente se utilizan también para comunicarse con toda la Iglesia -pero sin la solemnidad de las encíclicas - Cfr. p. ej. la carta apostólica Aperuit Illis[7] mediante la que el papa Francisco establece el Domingo de la Palabra de Dios.
  - cartas (sin ningún adjetivo; en latín, Epistulae): como las cartas apostólicas se pueden dirigir a una persona, comunidad o a toda la Iglesia, pero sin la solemnidad que tiene una carta apostólica; cfr. p. ej. Carta del Santo Padre a los sacerdotes en el 160º aniversario de la muerte del Cura de Ars;[8] como se puede comprobar, estas cartas no se identifican por las primeras palabras del texto, como si sucede en las cartas apostólicas.

## Denominación por su contenido
Los documentos pontificios son uno de los medios -por supuesto, no el único- de que dispone el papa para ejercer su ministerio petrino. Desde este perspectiva se pueden distinguir los documentos relacionados con el gobierno de la Iglesia (munus reale), de aquellos otros de carácter pastoral (munus docente).

### Relacionados con el gobierno de la Iglesia
- Constitución apostólica: mediante este documento el papa establece las leyes eclesiásticas y la organización territorio, se trata pues del documento de mayor relevancia jurídica, por lo que se publica con la solemnidad de las bulas papales, iniciándose con la expresión ad perpetuam rei memoriam. Así el Código de Derecho Canónico fue promulgado por Juan Pablo II el 25 de enero de 1983, mediante la Constitución Apostólica Sacrae disciplinae. 
  - Entre las constituciones apostólicas se incluyen las que erigen nuevas diócesis u otras estructuras jerárquicas de la Iglesia se realiza también mediante una constitución apostólica; por ejemplo, Constitution Apostolica In Apostolorum por la que el papa Francisco erigió el 16 de julio de 2016 la eparquía de Gran Bretaña de los Siro-Malabares[9] (16 de julio de 2016); estas constituciones habitualmente incluyen, al pie del texto, las firmas del Secretario de Estado, del Prefecto de la correspondiente Congregación.
  - Pio XII declaró dogma de la Asunción de la Virgen María en cuerpo y alma a los cielos mediante la Constitución Apostólica Munificientissimus Deus.[10] Se trata de la segunda ocasión en la que un Pontífice declaraba ex cátedra un dogma, razón que pudo aconsejar utilizar para ello el documento pontificio más solemne, aunque no se tratase de un acto legislativo.
- Motu proprio son documentos papales de naturaleza legislativa, la expresión latina indica que son escritos por la iniciativa personal del Santo Padre; en la práctica son utilizados por el papa para regular cuestiones particulares, y en ocasiones para modificar puntualmente la regulación que establece una constitución apostólica. Con frecuencia las publica a través de una carta apostólica, que incluye en su denominación "a modo de motu proprio". Por ejemplo Carta Apostólica en forma de "Motu Proprio" Normas nonnullas,[11]

### Documentos pastorales o magisteriales
Se incluyen en este grupo las encíclicas y exhortaciones:
- Encíclicas: habitualmente las encíclicas tienen un carácter pastoral, pero no faltan aquellas otras en las que se manifiesta una decisión pontificia sobre una cuestión de actualidad. Por ejemplo, las tres encíclicas escritas por Pío X, como respuesta a la ley francesa de separación de la Iglesia y el Estado de 1909

En ocasiones, los papas escriben una encíclica para aclarar cuestiones doctrinales o morales sobre las que se están produciendo un debate teológico. Sirve como ejemplo la Humanae vitae, con la que Pablo VI, expuso la postura católica sobre el control de natalidad mediante fármacos.
El carácter magisterial que puede tener una encíclica había sido aclarado por Pío XII en la encíclica Humani Generis, en la que incluía la siguiente precisión:

Ni puede afirmarse que las enseñanzas de las encíclicas no exijan de por sí nuestro asentimiento, pretextando que los Romanos Pontífices no ejercen en ellas la suprema majestad de su Magisterio. Pues son enseñanzas del Magisterio ordinario, para las cuales valen también aquellas palabras: “El que a vosotros oye, a Mí me oye.” (Lc 10, 16); y la mayor parte de las veces, lo que se propone e inculca en las Encíclicas pertenece ya -por otras razones- al patrimonio de la doctrina católica. Y si los Sumos Pontífices, en sus constituciones, de propósito pronuncian una sentencia en materia hasta aquí disputada, es evidente que, según la intención y voluntad de los mismos Pontífices, esa cuestión ya no se puede tener como de libre discusión entre los teólogos.
—Humani Generis

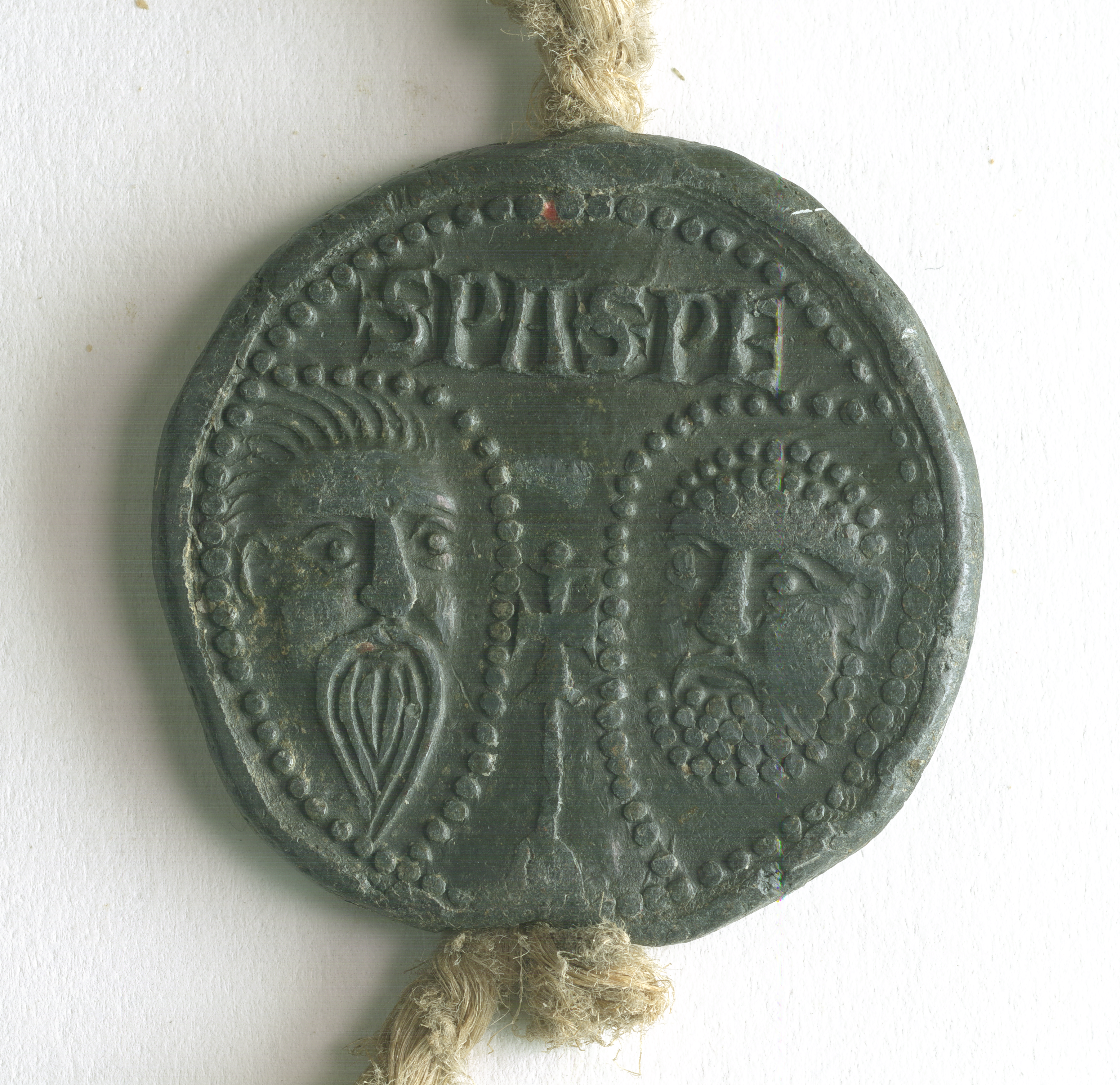
Sello de plomo de la Bula Unigenitus Dei Filius, de Clemente VI, 27 de enero de 1343, por la que se estableció que la celebración de un Año Santo cada 50 años, hasta entonces venían celebrándose cada 100 años

*Exhortaciones apostólicas: tienen en todas las ocasiones un carácter eminentemente pastoral. El primer documento con esta denominación lo publicó Pío X, el 4 de agosto de 1908, con el título Haerent animo. Este tipo de documento no volvió a repetirse hasta el pontificado de su sucesor, Benedicto XV que lo utilizó tres veces. Pío XI, no llegó a publicar ninguna exhortación apostólica, pero a partir de Pío XII, las exhortaciones apostólicas han sido utilizadas habitualmente por los papas.
- Exhortación apostólica postsinodal: Pablo VI, tras la III Asamblea General del Sínodo de obispos, que trató sobre la evangelización del mundo contemporáneo, publicó la exhortación Evangelii nuntiandi, y desde ese momento, ha sido habitual que tras las asambleas del Sínodo, los papas hayan publicado exhortaciones apostólicas que reciben la denominación de postsinodales.

### Documentos utilizados para distintas finalidades
Cartas apostólicas o simplemente carta: se utiliza tanto para formalizar decisiones de gobierno, como para dar orientaciones pastorales. 
- Un ejemplo de una carta apostólica que recoge una decisión de gobierno: Carta apostólica Quandoquidem[12], de Juan Pablo II, del 28 de diciembre de 1978, confirmando a la Virgen de la Merced como patrona de la provincia de Imbabura del Ecuador.
- Reciben la denominación de cartas decretales, aquellas con las que el papa eleva a los altares y declara santo o beato. Estas cartas reciben como encabezamiento el nombre del documento y su contenido, por ejemplo Litterae Decretales Quibus Beato Ioanni XXIII sanctorum honores decernuntur[13]  (Carta decretal por la que se concede al Beato Juan XXII los honores de los Santos) y continuación del nombre del Pontífice, seguido por las palabras, Episcopus Servus Servorum Deim ad perpetuam rei memoria (Obispo Siervo de los Siervos de Dios, para perpetuo recuerdo).
- La carta apostólica puede contener un acto legislativo, en cuyo caso incluye en su denominación la expresión (en forma de motu proprio), por ejemplo la Litterae Apostolicae motu proprio data, con la que Pablo VI, el 15 de abril de 1969, aprobó el nuevo calendario romano.[14]
- Un ejemplo de carta apostólica, de carácter pastoral: Mulieris Dignitatem,[15] de Juan Pablo II, del 15 de agosto de 1988.

Bulas: incluyen varios tipos de documentos:
- Constituciones Apostólicas, que por su carácter solemne siempre se publican como bulas, y sus copias impresas recogen al final la abreviatura L + P, este es el modo habitual con el que el papa erige una nueva diócesis, o reestructura así, por ejemplo la Constitución Apostólica Cum ad aeterna[16] con la que se erige la diócesis de Pankshin, en Nigeria.
- Cartas apostólicas, de especial importancia se publican como bulas, algunas de ellas reciben la denominación de Apostolicae Sub Plumbo Litterae[17] (Carta apostólica con sello de plomo), o simplemente en las copias impresas se incluye al final la abreviatura  L + P
- Bulas. Mientras las bulas que se recogen en los anteriores párrafos sirven de cauce para otros documentos que tienen su propia denominación (Constituciones o Cartas apostólica), otras bulas se publican como documentos propios, si ninguna otra denominación; de este modo se han usado, por ejemplo, para convocar los años jubilares así la Iubilaeum Maximum,[18] con la que Pío XII, convocó el año santo de 1950